# 赛时礼
赛时礼（1919年—2001年），男，山东文登人，中华人民共和国军事人物、作家，中国人民解放军上校。